# Condado de Teller
O Condado de Teller é um dos 64 condados do Estado americano do Colorado. A sede do condado é Cripple Creek, e a sua maior cidade é Woodland Park. O condado possui uma área de 1448 km² (dos quais 5 km² estão cobertos por água), uma população de 20 555 habitantes, e uma densidade populacional de 14 hab/km² (segundo o censo nacional de 2000). O condado foi fundado em 1899.